# María Lidón
María Lidón, también conocida como Luna, es una directora de cine española nacida en Valencia, reconocida principalmente por haber dirigido las películas Náufragos y Yo, puta.

## Carrera
Su primera experiencia como directora de largometrajes ocurrió en 2001 con el filme de ciencia ficción Náufragos, el cual contó con las actuaciones de Vincent Gallo, Maria de Medeiros, José Sancho, Joaquim de Almeida y Johnny Ramone. El filme logró diversos reconocimientos en el circuito de festivales, como el Grand Prize of European Fantasy Film in Silver en Fantafestival, y nominaciones en varias categorías en eventos como Cinénygma, Fantasporto y el Festival Internacional de Cine Fantástico de Neuchâtel.
En 2004 dirigió Yo, puta, filme basado en la novela homónima de Isabel Pisano en el que actuaron Daryl Hannah y Denise Richards. Nuevamente logró reconocimientos por su labor en la película, como una nominación al premio Biznaga de Oro en el Festival de Cine de Málaga y una nominación al Premio del Jurado en el Festival de Cine de Tribeca. Dos años después dirigió Moscow Zero, cinta protagonizada por Val Kilmer, Sage Stallone y Oksana Akinshina.

## Filmografía

### Como directora
| Año  | Título      | Notas |
| ---- | ----------- | ----- |
| 2001 | Náufragos   |       |
| 2004 | Yo, puta    |       |
| 2006 | Moscow Zero |       |

## Premios y nominaciones
| Año  | Evento                                   | Categoría                                      | Obra      | Resultado |
| ---- | ---------------------------------------- | ---------------------------------------------- | --------- | --------- |
| 2002 | Fantafestival                            | Grand Prize of European Fantasy Film in Silver | Náufragos | Ganadora  |
| 2002 | Fantasporto                              | International Fantasy Film Award               | Náufragos | Nominada  |
| 2002 | Festival de Cine Fantástico de Neuchâtel | Premio Narciso a mejor largometraje            | Náufragos | Nominada  |
| 2003 | Cinénygma                                | Grand Prize of European Fantasy Film in Gold   | Náufragos | Nominada  |
| 2004 | Festival de Cine de Málaga               | Biznaga de Oro                                 | Yo, puta  | Nominada  |
| 2004 | Festival de Cine de Tribeca              | Premio del Jurado                              | Yo, puta  | Nominada  |